# Tamara (królowa Gruzji)
Tamar, Tamara I Wielka (gruz. თამარ მეფე) z rodu Bagratydów (1160–1213) – królowa Gruzji od 1184. 

## Życiorys
Była najstarszą córką króla Jerzego III i Burudukan, córki króla Alanii – Kuddana. W 1178 jej ojciec ogłosił ją współwładczynią i następczynią tronu Gruzji. Kiedy zmarł w 1184, Tamara została samodzielnym królem (Tamar Mepe).

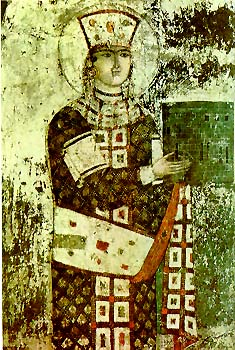
Fresk z monastyru Wardzia, przedstawia Tamarę

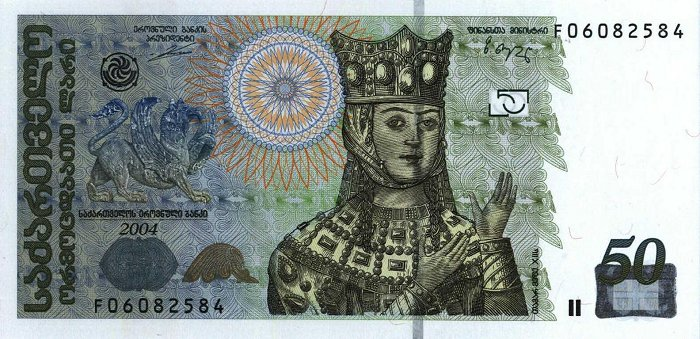
Portret królowej Tamary na banknocie 50 lari

W 1185 grupa gruzińskiej szlachty wybrała dla Tamary męża – księcia suzdalskiego Jurija Bogolubskiego (znanego w Gruzji jako Giorgi Rusi – Jerzy Rusin). Tamara i Jerzy nie mieli potomstwa, a królowa szybko zniechęciła się do męża – prawdopodobnie z powodu jego zachowania. Para rozwiodła się w 1187, a królowa sama wybrała dla siebie drugiego męża. Jej wybrankiem został książę Dawid Soslan z Osetii, potomek gruzińskiego rodu królewskiego Bagratydów. Ich ślub odbył się w 1188. Dawid Soslan nosił tytuł króla tylko nominalnie, Tamara nie dzieliła się z nim władzą (nazywano ją Królem królów i królową królowych).

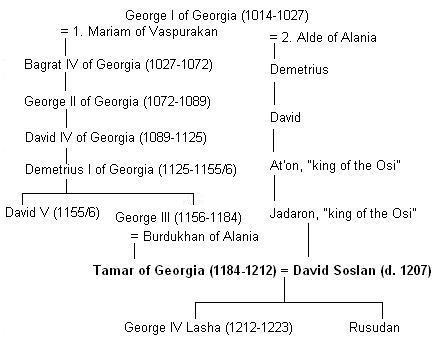
Genealogia Dawida Soslana

Pierwszy mąż Tamary – Jerzy razem z potężną partią szlachty gruzińskiej w 1191 dwukrotnie próbował przejąć władzę w pałacu w Geguti i dwukrotnie został pokonany. 
Okres jej panowania uznawany jest za „złoty wiek” w historii Gruzji. Na dworze Tamary wychowywali się prawdopodobnie jej siostrzeńcy, wnuki cesarza Bizancjum Andronika I Komnena – Aleksy i Dawid. Tamara pomogła im w 1204 zająć Trapezunt i utworzyć na południowo-wschodnim wybrzeżu Morza Czarnego Cesarstwo Trapezuntu. Królowa zmarła w 1213 i według legend została pochowana w sekretnym miejscu w monastyrze Gelati, niedaleko Kutaisi, w zachodniej Gruzji. Historycy gruzińscy twierdzą, że pochowano ją w jednej w nisz klasztoru.
Jest świętą prawosławną.

## Potomstwo
Miała kilkoro dzieci, ale tylko dwoje przeżyło dzieciństwo:
- Łasza Giorgi (1192–1223), przyszły król Gruzji – Jerzy IV,
- Rusudan (ok. 1194–1245), przyszła królowa Gruzji, żona księcia seldżuckiego Muhammada Mughisa ud-din Turkan Szacha.